# 馬西登 (紐約州普查規定居民點)
馬西登（英語：Macedon）是位於美國紐約州韋恩縣的普查規定居民點。

## 人口
根據2020年美國人口普查的數據，馬西登的面積為5.71平方千米，當中陸地面積為5.64平方千米，而水域面積為0.07平方千米。當地共有人口2092人，而人口密度為每平方千米366.37人。